# St. Sebastian (Frankfurt am Main)
Die St.-Sebastians-Kirche ist ein römisch-katholisches Gotteshaus in der Frankfurter Nordweststadt, das nach dem heiligen Sebastian benannt ist. Sie ist ein Kulturdenkmal gemäß Hessischem Denkmalschutzgesetz. St. Sebastian gehört als Gemeindekirche neben sechs weiteren Filialkirchen seit 2016 zur Pfarrei St. Katharina von Siena im Frankfurter Nordwesten, welche dem Bistum Limburg angehört.

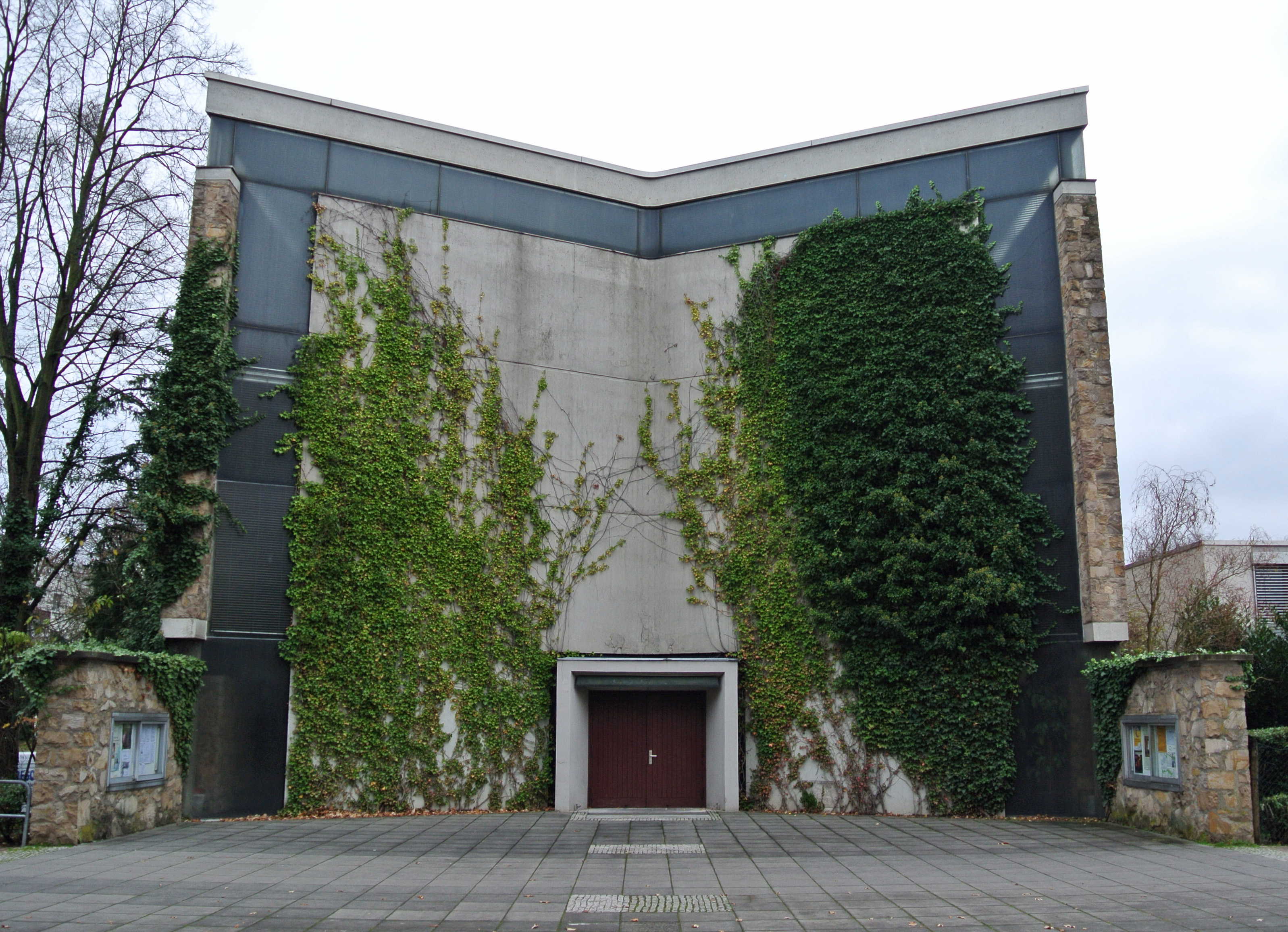
Sebastianskirche von Westen

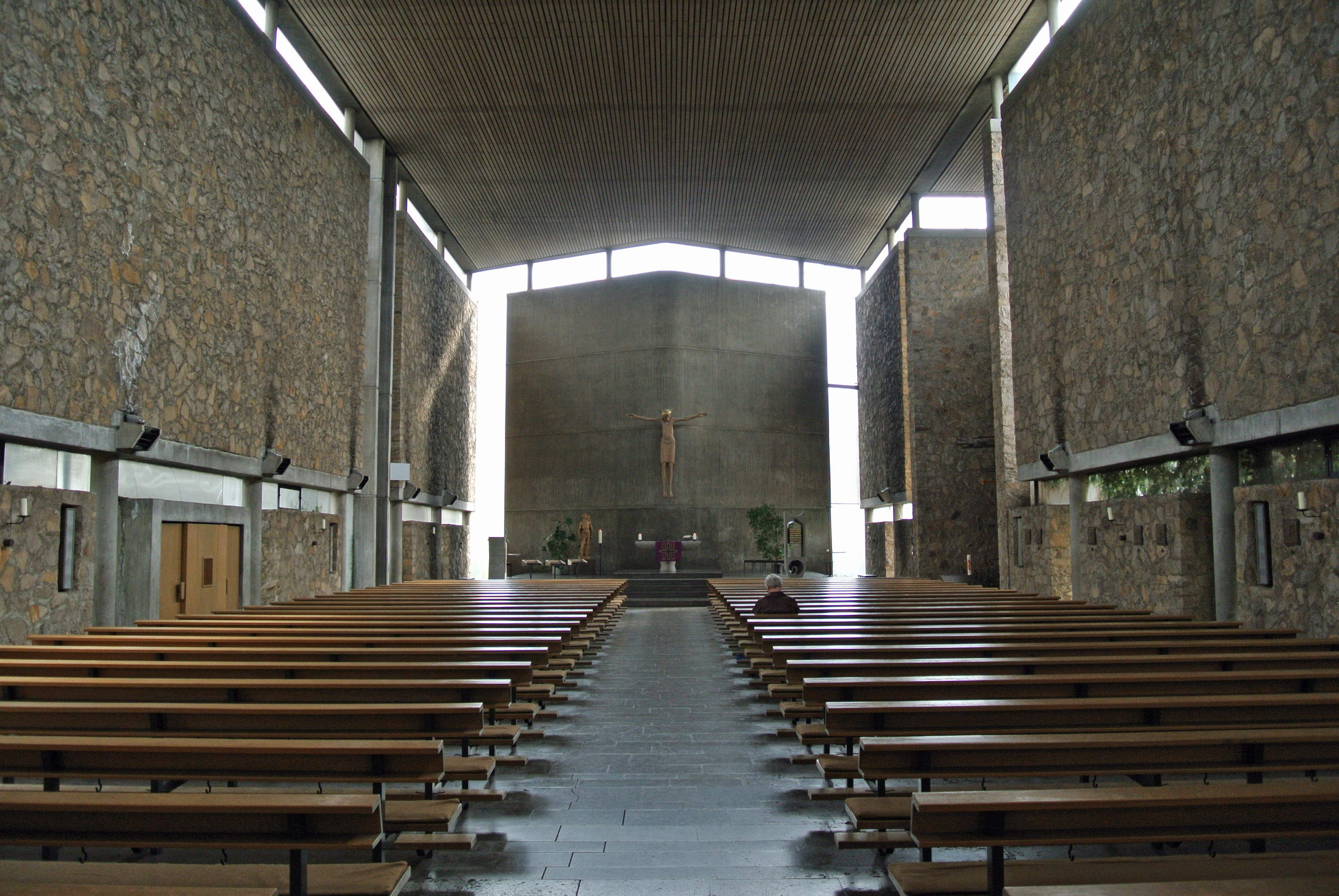
Innenraum

## Entstehung
Im Zuge des Siedlungsbaus der Nordweststadt in den 1960er Jahren entstand auf Heddernheimer Gemarkung an der Ernst-Kahn-Straße ein Stadtteilzentrum mit Schule, Kindertagesstätte und zwei Kirchen. Auf der westlichen Straßenseite wurde die evangelische Cantate-Domino-Kirche errichtet, und auf der östlichen Seite entstand nach Plänen des Architekten Johannes Krahn das katholische Pfarrzentrum St. Sebastian mit Kirche, Gemeinderäumen und Pfarrwohnung. Es wurde am 24. September 1966 eingeweiht.

## Beschreibung
Das Ensemble besteht aus flachgedeckten Gebäudekuben und einem separaten Glockenturm mit einem Geläut aus vier Glocken der Glockengießerei Rincker. Er steht am Vorplatz gegenüber dem Eingang zur Kirche. Im Umfeld der verputzten Wohngebäude hebt sich die Natursteinfassade der Kirche ab. Auch der Campanile besteht aus grob behauenen Steinen. Der kubische Bau ist durch nach innen geknickte Stirnwände gekennzeichnet. Sie bestehen aus Sichtbeton während die durch Glasfugen abgesetzten Seitenwände mit Bruchsteinen verkleidet sind. Auf der Nordseite ist eine gerundete Kapelle angefügt. Die umlaufenden Glasfugen trennen gestalterisch die Wände und das flache Dach voneinander. Die Seitenwände ruhen auf Stützen zwischen denen Wandelemente eingestellt sind. Das Hauptportal im Westen erschließt den Kirchenraum.
Auch der Innenraum ist geprägt von der Bruchsteinverkleidung der Seitenwände und den sichtbaren Betonelementen. Der stützenlose Raum wird durch die Glasfugen unterhalb der Decke und zwischen den Wandscheiben belichtet. Zwei Bankblöcke mit Mittelgang sind nach Osten auf den erhöhten Altarraum gerichtet. Taufstein, Tabernakel und Ambo sind um den Altar gruppiert. Nördlich davon befindet sich die Marienkapelle und in einer Raumnische im Süden die Orgel. Zwischen den Stützen der Seitenwände sind  Beichtstühle eingestellt. 

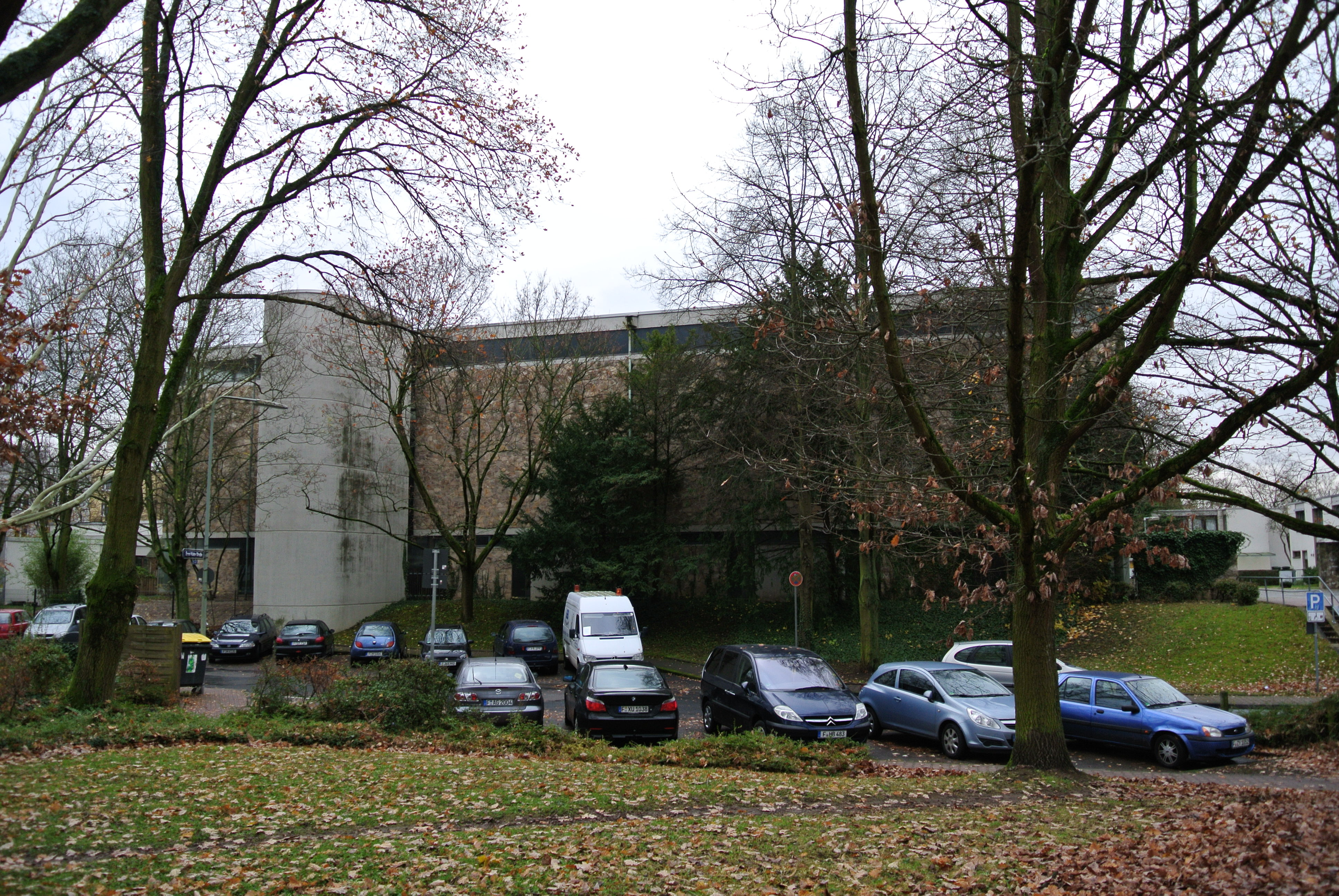
Sebastianskirche von Norden
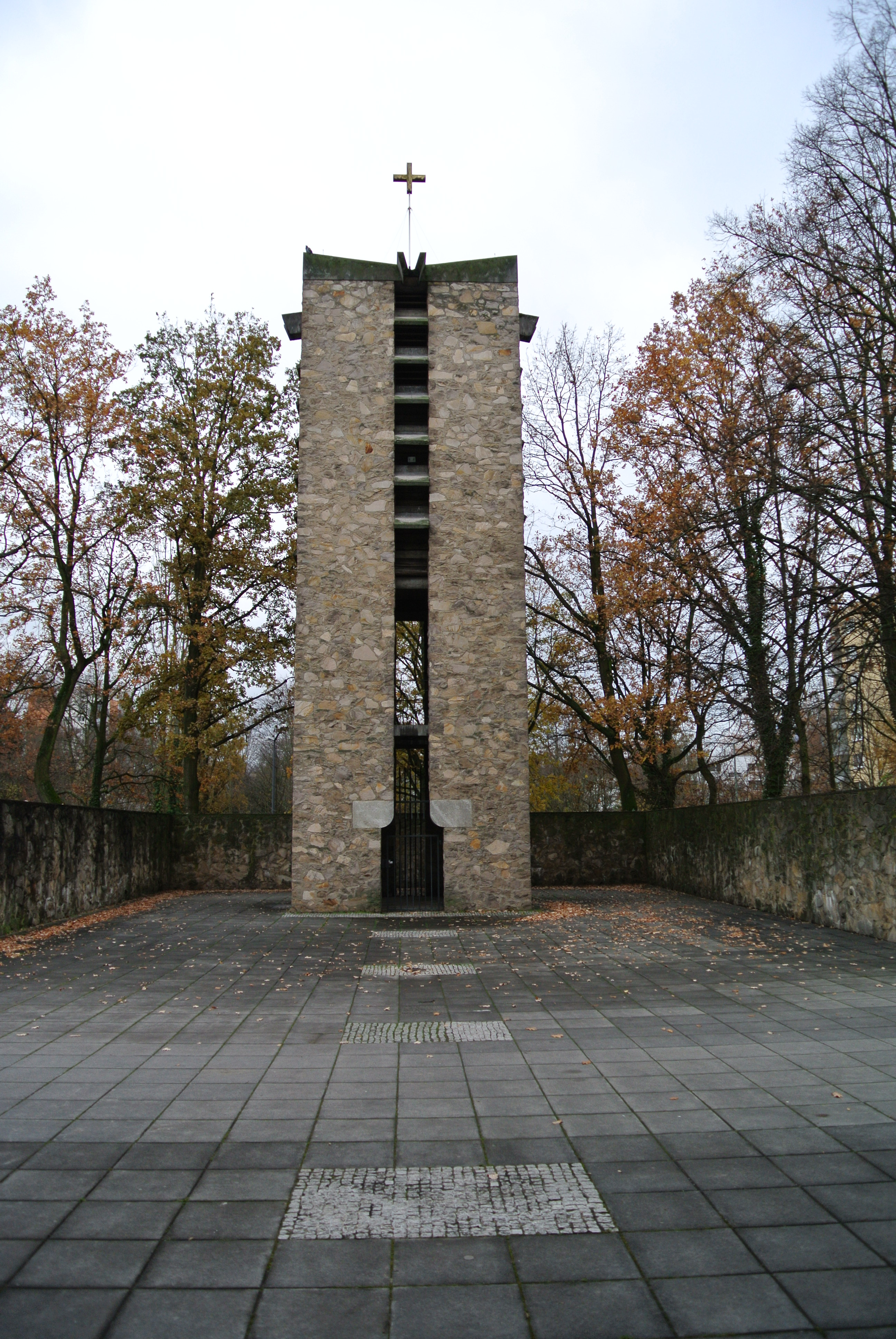
Sebastianskirche Glockenturm